# Dr. Dolittle (1998)
Dr. Dolittle is een Amerikaanse film uit 1998, gebaseerd op het gelijknamige kinderboekpersonage. De film wordt tevens gezien als een nieuwe versie van de film uit 1967. De film wijkt echter sterk af van zowel het originele personage als de originele film. Zo is Dr. Dolittle in deze film een Afro-Amerikaan, en speelt het verhaal zich af in het Amerika van de late jaren 90 in plaats van het Victoriaanse Engeland.
De regie is van Betty Thomas. De hoofdrol is voor Eddie Murphy. De film kreeg van de MPAA een PG-13 rating mee, maar werd toch aangeprezen als een familiefilm.

## Verhaal
De film begint tijdens de jeugd van de protagonist, John Dolittle. Hij heeft de gave om met dieren te praten en gebruikt dit dan ook om te communiceren met onder andere zijn hond. Zijn strenge vader gelooft niet in dit talent en denkt zelfs dat zijn zoon bezeten is door de duivel. Hij laat exorcisme toepassen op John en doet hun hond weg naar het asiel. Tevens leert hij zijn zoon om dieren te haten.
Als volwassene is John zijn oude gave vergeten. Hij is nu een succesvol arts, gelukkig getrouwd, heeft twee kinderen en is een dierenhater. Wanneer hij op een dag een hond aanrijdt, ontwaakt door de klap zijn oude gave weer. Dit heeft onverwachte gevolgen; opeens kan hij alles horen wat dieren zeggen. De dieren beseffen al snel dat John hen kan verstaan en komen allemaal naar hem toe met hun problemen.
Dolittle neemt de hond die hij eerder had aangereden in huis en noemt hem Lucky. Deze brengt hem in contact met een circustijger die lijdt aan een onbekende ziekte waardoor hij onder andere in drievoud ziet. John wil de tijger wel helpen, maar krijgt de kans niet daar hij wordt betrapt wanneer hij een rat mond-op-mondbeademing geeft en in een inrichting wordt gestopt omdat iedereen hem voor gek verklaard.
Samen met andere dieren helpt Lucky Dolittle ontsnappen uit de inrichting. Daarna stelen ze de tijger uit het circus en brengen hem naar een ziekenhuis. Terwijl de dieren voorkomen dat de politie John arresteert, opereert John de tijger. Deze blijkt een bloedprop te hebben. John verwijdert de bloedprop en redt zo de tijger het leven. Johns vader, die getuige was van de operatie, ziet zijn fout in en erkent zijn zoons’ gave. John besluit zijn leven te richten op het helpen van zowel mensen als dieren.

## Rolverdeling
| Acteur          | Personage             | Opmerkingen     |
| --------------- | --------------------- | --------------- |
| Eddie Murphy    | Dr. John Dolittle     |                 |
| Kristen Wilson  | Lisa Dolittle         | Dolittles vrouw |
| Kyla Pratt      | Maya Dolittle         | Zijn dochter    |
| Raven-Symoné    | Charisse Dolittle     | Zijn dochter    |
| Ossie Davis     | Archer Dolittle       | Dolittles vader |
| Oliver Platt    | Dr. Mark Weller       |                 |
| Richard Schiff  | Dr. Gene 'Geno' Reiss |                 |
| Jeffrey Tambor  | Dr. Fish              |                 |
| Peter Boyle     | Calloway              |                 |
| Norm Macdonald  | stem Lucky            | Hond            |
| Albert Brooks   | stem Jacob            | Tijger          |
| Chris Rock      | stem Rodney           | Cavia           |
| Garry Shandling | stem mannetjesduif    |                 |
| Paul Reubens    | stem wasbeer          |                 |

## Achtergrond

### Filmmuziek
De muziek van de film werd op 16 juni 1998 uitgebracht door Atlantic Records. De film bevat onder andere hiphop en R&B muziek. De muziek haalde de 4e plaats op de Billboard 200 en de Top R&B/Hip-Hop Albums.

#### Nummers
1. That's Why I Lie- 4:51 (Ray J)
2. Let's Ride- 4:53 (Montell Jordan & Shaunta)
3. Are You That Somebody?- 4:27 (Aaliyah)
4. Same Ol' G- 4:21 (Ginuwine)
5. Lady Marmalade (Timbaland Remix)- 4:03 (All Saints)
6. Da Funk- 4:29 (Timbaland)
7. Do Little Things- 5:09 (Changing Faces & Ivan Matias)
8. Your Dress- 3:59 (Playa)
9. Woof Woof- 4:11 (69 Boyz)
10. Rock Steady- 3:05 (Dawn Robinson)
11. In Your World- 4:50 (Twista & Speedknot Mobstaz)
12. Lovin' You So- 3:35 (Jody Watley)
13. Dance- 3:38 (Robin S. & Mary Mary)
14. Push 'Em Up- 3:46 (DJ Toomp, Eddie Kane & Deville)
15. Ain't Nothin' but a Party- 3:57 (The Sugarhill Gang)

### Vervolgen
In 2001 kwam er het vervolg in de bioscopen, Dr. Dolittle 2. Eddie Murphy speelt hierin wederom de rol van Dr. Dolittle.
Na deze film verschenen nog drie andere films:
- Dr. Dolittle 3 (2006)
- Dr. Dolittle: Tail to the Chief (2008)
- Dr. Dolittle: Million Dollar Mutts (2009)

Deze drie films werden als direct-naar-video uitgebracht. Bovendien speelt Eddie Murphy hier niet meer in mee.

## Prijzen en nominaties
| jaar | prijs                           | categorie                                                     | genomineerde(n) | uitslag     |
| ---- | ------------------------------- | ------------------------------------------------------------- | --------------- | ----------- |
| 1998 | Bogey Award in Gold             | -                                                             | -               | gewonnen    |
| 1998 | Golden Screen                   | -                                                             | -               | gewonnen    |
| 1999 | ASCAP Award                     | Most Performed Songs from Motion Pictures                     | Tim Mosley      | gewonnen    |
| 1999 | BMI Film Music Award            | -                                                             | Richard Gibbs   | gewonnen    |
| 1999 | Blockbuster Entertainment Award | Favoriete acteur – komedie                                    | Eddie Murphy    | genomineerd |
| 1999 | Blockbuster Entertainment Award | Favoriete mannelijke bijrol – komedie                         | Oliver Platt    | genomineerd |
| 1999 | Blockbuster Entertainment Award | Favoriete vrouwelijke bijrol – komedie                        | Kyla Pratt      | genomineerd |
| 1999 | Image Award                     | Outstanding Youth Actor/Actress                               | Kyla Pratt      | genomineerd |
| 1999 | Blimp Award                     | favoriete film                                                | -               | genomineerd |
| 1999 | Blimp Award                     | Favoriete filmacteur                                          | Eddie Murphy    | genomineerd |
| 1999 | MTV Movie Award                 | Beste filmlied                                                | Aaliyah         | genomineerd |
| 1999 | Young Artist Award              | Best Performance in a Feature Film - Supporting Young Actress | Kyla Pratt      | genomineerd |